# Hans Hoeflmayr

Hans Hoefelmayr, Ende 1960er Jahre, Ausschnitt Texttafel, Stadtmuseum Bad Tölz, 100 Jahre Pionier Faltbootwerft

Hans Hoeflmayr (* 7. August 1893 in München; † 16. Mai 1975 in Bad Tölz) war ein deutscher Fabrikant, NS-Kommunalpolitiker und SA-Führer.

## Leben und Wirken
Er war der Sohn des Nervenarztes und Sanitätsrats Ludwig Hoeflmayr und wuchs in München auf. Nach dem Abitur im Münchner Wilhelmsgymnasium trat er 1912 als Kadett in die Kaiserliche Marine ein und kehrte aus dem Ersten Weltkrieg als Hauptmann a. D. zurück. Danach wechselte Hoeflmayr zur Reichswehr. Bei der Niederschlagung der Räterepublik in München gehörte er im April und Mai 1919 der "Pionierkompanie Hühnlein" des Freikorps Epp an, danach nahm er an Kämpfen im Ruhrgebiet teil. Am 1. Oktober 1924 wurde Hoeflmayr zum Hauptmann befördert. Am 28. Februar 1925 schied er auf eigenen Wunsch aus, zog am 1. März 1925 nach Bad Tölz und heiratete dort am 21. März 1925 seine 1898 in München geborene Verlobte Auguste Zitzlmann. Zeitgleich gründete er in Tölz gemeinsam mit seinem Schulfreund, dem Flugzeugingenieur Hermann Locher (1891–1976), den Betrieb "Pionier Faltbootwerft". Die wendigen Paddelboote konnten zerlegt und einfach transportiert werden. Zusätzlich wurden Zeltstoffe, Zelte und Regenkleidung produziert. Stille Teilhaberin war Hoeflmayrs Schwester, die in die Adelsfamilie Reichlin von Meldegg eingeheiratet hatte.
Zum 1. November 1928 trat Hoeflmayr der NSDAP bei (Mitgliedsnummer 105.638).
"Hoeflmayrs politische Karriere als NSDAP-Funktionär begann 1929, als er zum einzigen NS-Stadtrat in Tölz gewählt wurde. Nach Beginn der NS-Herrschaft ernannte ihn die NSDAP als Nachfolger des BVP-Politikers Anton Wiedemann zum '2. Bürgermeister' und am 20. Juni 1933 OSAF-Chef und Staatskommissar Röhm 'über das gesamte Bezirksamt [...] Tölz zum SA-Sonderkommissar."
Ende 1934 trat Hoeflmayr auf eigenen Wunsch von seinen politischen und SA-Ämtern zurück. Von 1935 bis zum Kriegsende war er lediglich SA-Brigadeführer z. V. [zur Verfügung]. Im selben Zeitraum leitete er die "Kriegskameradschaft des Kreises Tölz" und war Beisitzer beim "Ehren- und Disziplinargericht der DAF in Tölz." Auf Veranlassung von Gauleiter Paul Giesler steuerte er als Kreisorganisationsleiter die Verbesserung des Luftschutzes. Im Oktober 1944 erfolgte die Ernennung zum Kreisstabsleiter des Volkssturms.
Von Dezember 1934 bis August 1940 war er auch Vertragslehrer für Pionierwesen an der SS-Junkerschule in Bad Tölz. Im Juni 1935 wurde er SA-Führer z. V. der Gruppe Hochland und als bisheriger SA-Oberführer am 9. November 1938 zum SA-Brigadeführer befördert.
"Spätestens nachdem Hoeflmayr 1938 schriftlich erklärt hatte, dass sein Betrieb ein "nichtjüdisches Unternehmen [...mit] zwei arischen Geschäftsführern sei, florierte sein Unternehmen." Rüstungsaufträge machten seit Kriegsbeginn das Alleingeschäft aus, wozu er sich sogenannter Ostarbeiter bediente, die auf dem Firmengeländen in Baracken untergebracht waren. "Hoeflmayrs Jahreseinkommen stieg zwischen 1932 und 1943 fast um den Faktor 30, sein Privatvermögen um das Fünffache."
Bei Kriegsende unterband Hoeflmayr sinnlose Kampfhandlungen des Volkssturms.
Nach Kriegsende wurde Hoeflmayr im Lager Moosburg interniert. Zermürbt von den Haftbedingungen legte er ein persönliches Geheimnis offen: seine Frau soll die Tochter eines jüdischen Bankbeamten in München gewesen sein. 1948 wurde er in einem Spruchkammerverfahren als "Belasteter" eingestuft. Das Berufungsverfahren im Mai 1949 hob das erste Urteil auf und deklarierte ihn zum "Mitläufer".
Der Boom für Faltboote war nach dem Zweiten Weltkrieg vorbei. Nach Differenzen und dem Ausstieg seines Geschäftspartners Hermann Locher verkaufte Hoeflmayr 1969 das Unternehmen. Hoeflmayr blieb nach dem Verkauf der Werft noch einige Jahre Geschäftsführer, um die Käufer mit seinem bekannten Namen zu unterstützen. Doch die Firma konnte keinen Gewinn mehr erzielen. Ab Mitte der 1970er Jahre werden immer weniger Produkte verkauft. Eine offizielle Firmenauflösung gibt es nicht aber die Faltbootwerft und der Verkauf der inzwischen um Campingartikel und Bekleidung erweiterten Produktpalette endet. Hoeflmayr erlebte das langsame Ende der Faltbootwerft noch selbst mit: Er starb im Jahr 1975 mit 82 Jahren.

## Würdigungen
2016 erinnerte die Stadt Bad Tölz anlässlich 90 Jahre Pionier Faltbootwerft durch eine Ausstellung und Regatta auf der Isar an Hans Hoeflmayr und dessen ehemalige Werft. 2025 wird auf die gleiche Weise durch eine Ausstellung und Regatta auf der Isar an Hans Hoeflmayr und dessen ehemalige Pionier Faltbootwerft erinnert.
Ausstellung 2025 im Stadtmuseum Bad Tölz – 100 Jahre Pionier Faltbootwerft

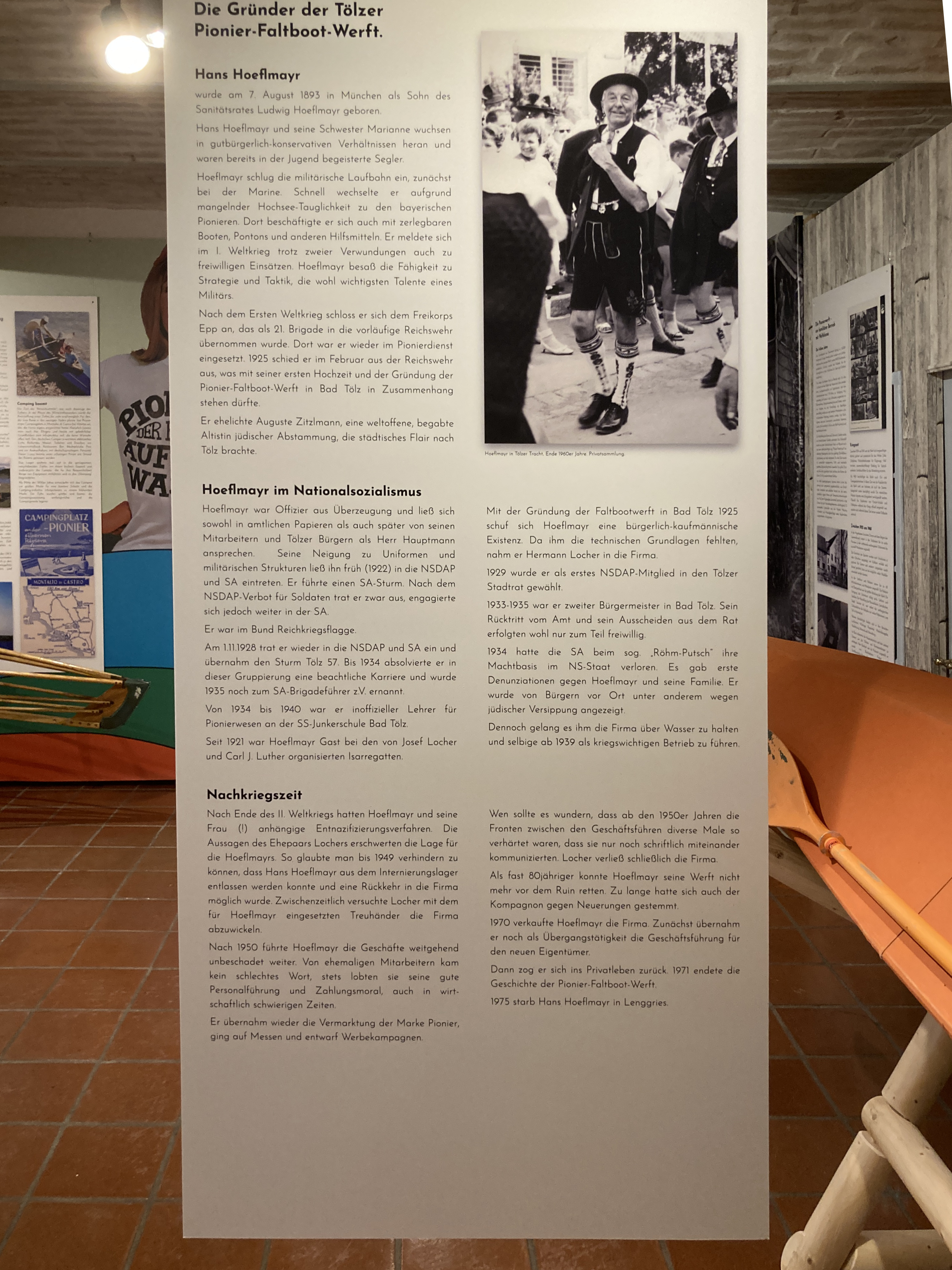
Texttafel Hans Hoefelmayr
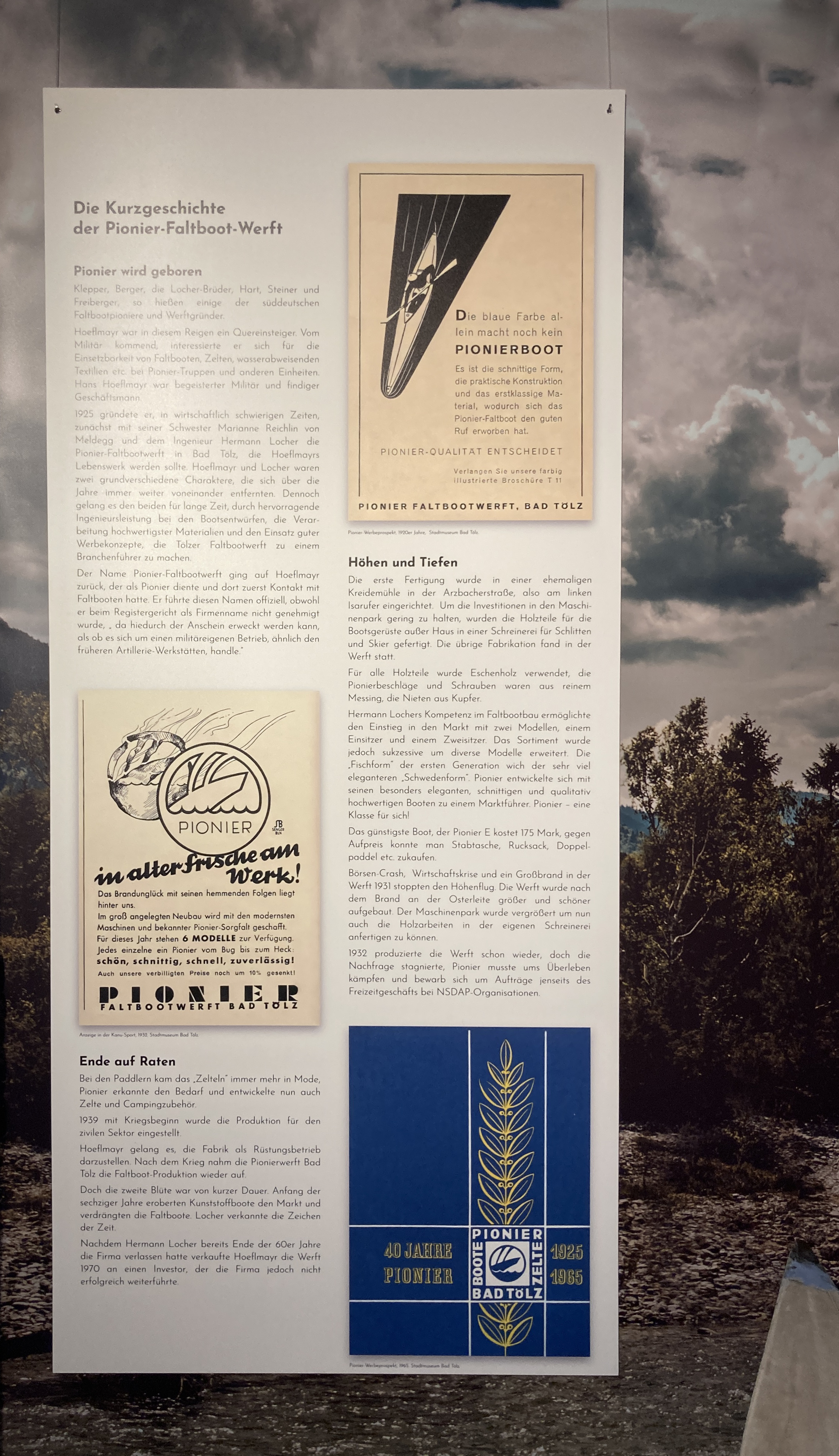
Texttafel Kurzgeschichte Pionier Faltbootwerft
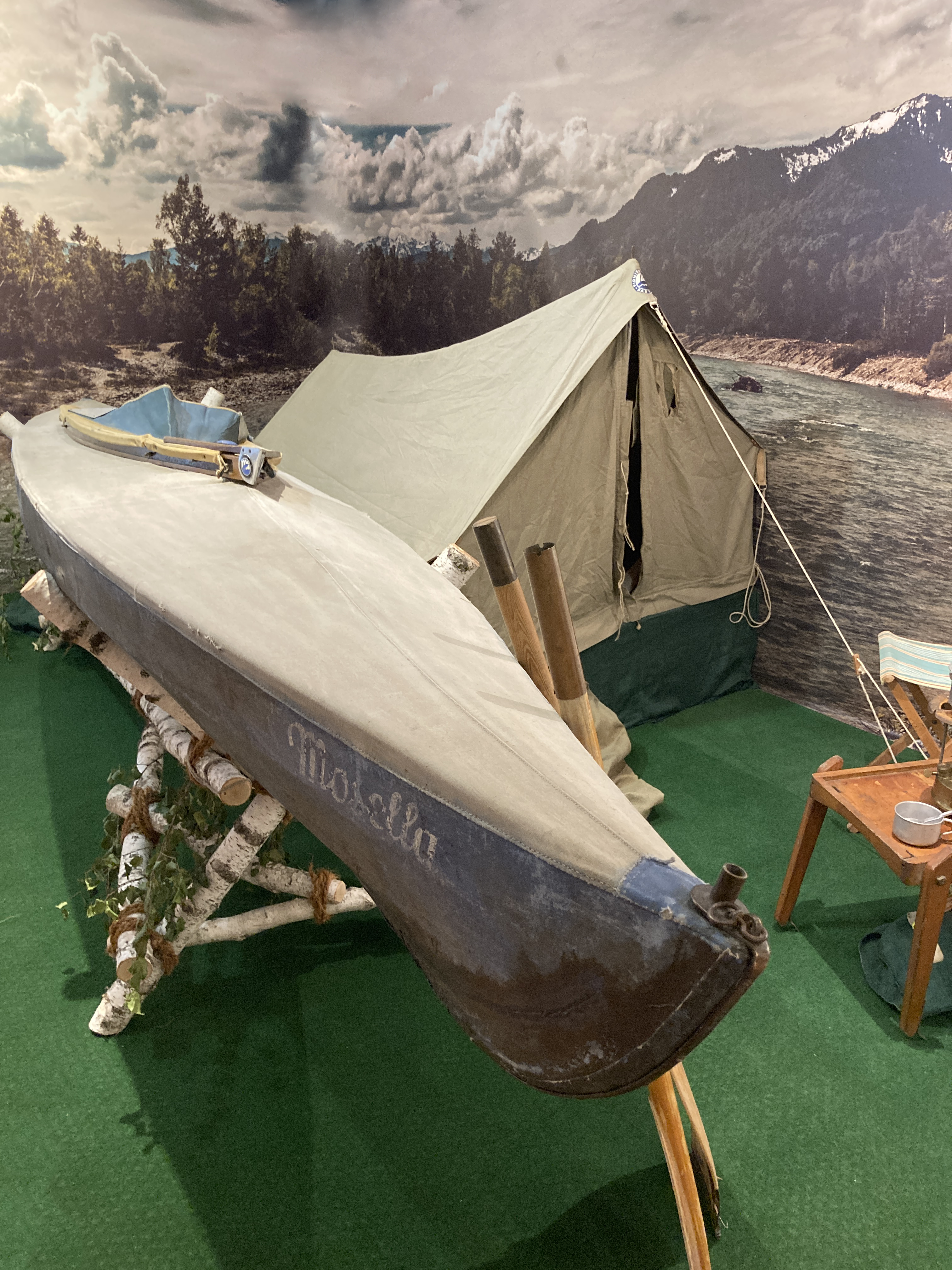
Installation mit Pionier Faltboot Mosella und Pionier Zelt
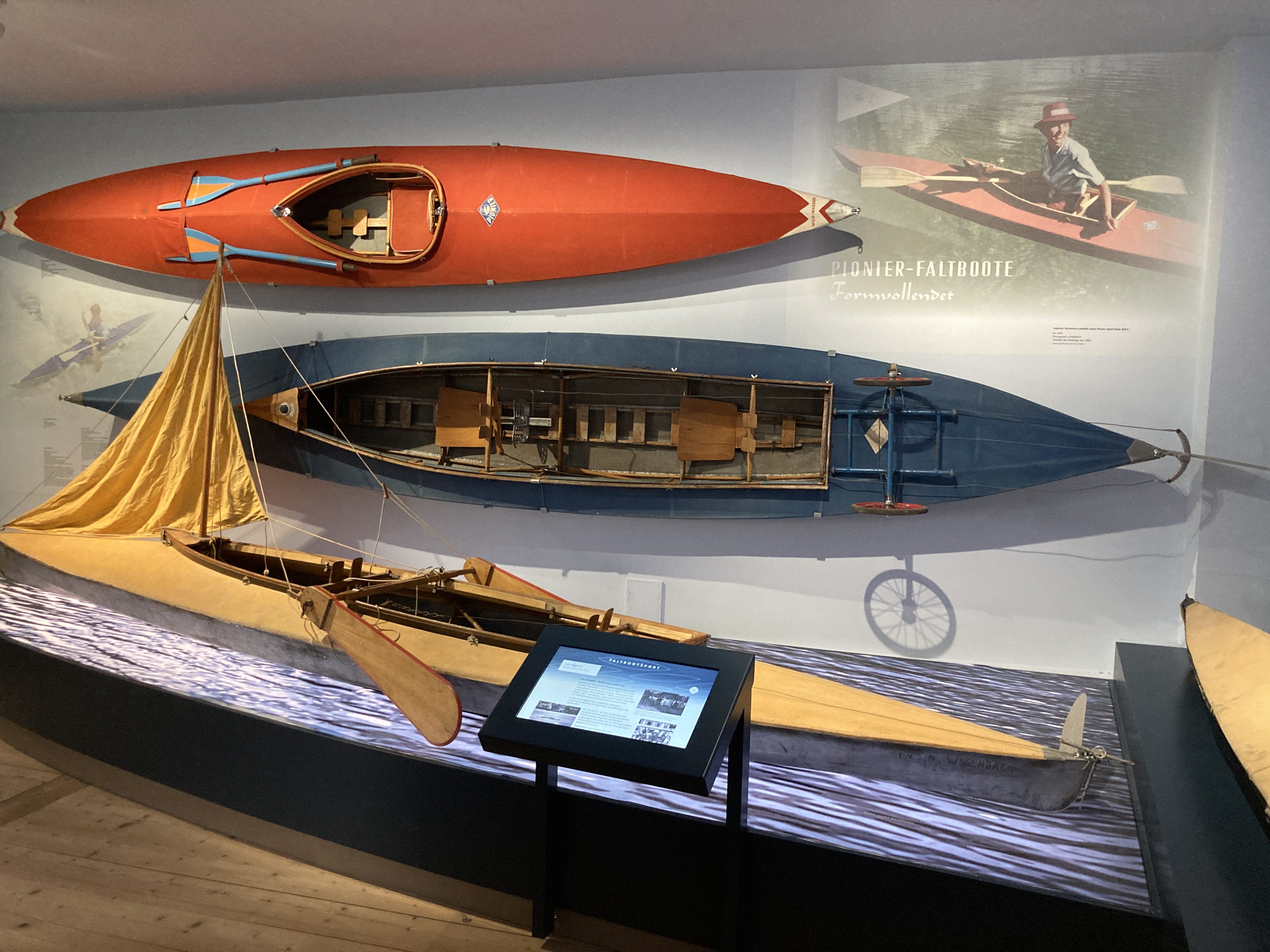
Ausstellungsraum mit Pionier Faltbooten
Wandbild Fabrikgebäude der Pionier Faltbootwerft